# Кобозев, Михаил Семёнович
Михаил Семёнович Кобозев (25 ноября 1953, Петрозаводск — 25 апреля 2024) — советский и российский партийный и государственный деятель, первый секретарь Нижнетагильского горкома КПСС (1990—1991).

## Биография
Родился 25 ноября 1953 года в г. Петрозаводске, Карелия. В 1976 году окончил Брянский институт транспортного машиностроения.
С 1976 по 1989 год работал на Уралвагонзаводе, г. Нижний Тагил, в должностях от мастера участка до исполняющего обязанности главного инженера вагоносборочного производства. В 1989—1990 гг. секретарь парткома производственного объединения «Уралвагонзавод».
С апреля по декабрь 1990 года первый секретарь Дзержинского РК КПСС (Нижний Тагил). С декабря 1990 по август 1991 года первый секретарь Нижнетагильского горкома КПСС.
С 1995 года главный специалист, исполняющий обязанности начальника отдела промышленности, связи и энергетики администрации Брянской области и заместитель председателя комитета по промышленности, связи, энергетике, внешним и межрегиональным экономическим отношениям администрации Брянской области. С 2003 года заместитель губернатора Брянской области.
С 2005 года и. о. заместителя, заместитель Главы Брянской городской администрации по промышленности, транспорту, связи, торговле и сфере обслуживания. С ноября 2008 по май 2009 года исполнял обязанности главы Брянской городской администрации.
С июня 2009 года директор департамента промышленности, транспорта и связи Брянской области. С сентября 2010 года заместитель начальника центра по экономике, а затем заместитель начальника центра — начальник производственно-технологического отдела Брянского центра по обслуживанию пассажиров в пригородном сообщении Пригородной дирекции Московской железной дороги — филиала ОАО «РЖД».
В октябре 2013 года был назначен на должность начальника управления общественных проектов администрации Губернатора Брянской области и Правительства Брянской области.
С декабря 2013 года и. о., с февраля 2014 года заместитель губернатора Брянской области. Уволен 09.01.2018 г.
В последние годы — заместитель председателя комиссии по ЖКХ, строительству, развитию социальной и инженерной инфраструктуры Общественной палаты Брянской области.